# Косоротов, Дмитрий Петрович
Дми́трий Петро́вич Косоро́тов (1856, Новочеркасск — 1920, Петроград) — русский врач, судебный медик.

## Биография
Родился в Новочеркасске 8 февраля 1856 года . Среднее образование получил в новочеркасской гимназии.
Окончил Медико-хирургическую академию в 1879 году. После окончания академии в течение 6 лет был младшим врачом в 135-м Керчь-Еникальском полку. Участвовал в качестве врача в ахалтекинской экспедиции.
В 1887 году, сдав экзамен на степень доктора медицины, был назначен ассистентом Санкт-Петербургского военно-клинического госпиталя; 16 апреля 1888 года успешно защитил докторскую диссертацию: «К вопросу о гнилостном отравлении».
С 1889 года редактировал журнал «Русская медицина». Помимо этого, поместил ряд статей, касающихся токсикологии, заразных и внутренних болезней, в «Военно-медицинском Журнале» и «Враче». В 1895 году назначен приват-доцентом в Санкт-петербургском университете. Позже был прозектором Военно-медицинской академии.
С 1898 года — профессор на кафедре судебной медицины и токсикологии в Императорской военно-медицинской академии.
В начале XX века, по мнению доктора медицинских наук Вячеслава Попова, по праву считался одним из самых высококвалифицированных судебно-медицинских экспертов России.
Был привлечён к делу Бейлиса в качестве эксперта. Попов, исследовав подлинник его заключения, даже с современных позиций, утверждает, что этот документ показывает полноту и всесторонность изучения Косоротовым материалов дела, логическую и научно обоснованную интерпретацию фактов. В своей экспертизе Косоротов, по мнению Попова, ответив на поставленные судом 23 вопроса о ранениях Ющинского, не высказывал суждения об умысле, направленном на удовлетворение религиозных побуждений. Поэтому содержащуюся во втором вопросе суда присяжным дефиницию о возможных религиозных побуждениях Бейлиса нельзя поставить в упрёк Косоротову. «Религиозный» оттенок вопросу придали свидетельские показания, а также психиатрическая и религиозная экспертизы.
Получил тайное вознаграждение за экспертизу в размере 4000 рублей из специального секретного фонда полиции. Об этих выплатах стало известно после Февральской революции. Деньги Косоротову выдал лично глава департамента полиции Степан Белецкий.
В 1916 году производил вскрытие тела Григория Распутина, годом позже сообщил подробности журналистам.
По данным архивов Санкт-Петербурга, скончался 3 мая 1920 года в Петрограде. При этом, в отдельных источниках встречается утверждение, что Косоротов был расстрелян НКВД в 1925 году.